# Јанија
Јанија је традиционална врста јела, које се спрема од овчијег меса, код нас препознато као пастирско јело у Источној и Јужној Србији.

## Припрема јела
За припрему је потребно две кашике масти и један килограм овчетине. У то све додати три струка празилука, три чена белог лука, три суве паприке, три ловорова листа, једну кашику туцане паприке, два децилитра воде, зачин, со и бибер по укусу.
У отопљену маст се додаје осредње коцкице овчетине и мало попржити. Додати исецкани празилук и динстати једно петнаестак минута. Потом, сипа се вода и додају исецкнане суве паприке, ловоров лист и то све кува се два сата на тихој ватри. На 10 минута пре краја крчкања додаје се кашика туцане паприке, бели лук, со, бибер и остали зачини по жељи.